# Shikarpur (Indie)
Shikarpur – miasto w północnych Indiach w stanie Uttar Pradesh, na Nizinie Hindustańskiej.
Populacja miasta w 2001 roku wynosiła 33 130 mieszkańców.